# Els lliris dels prats
 Els lliris dels prats  (original: Lilies of the Field) és una pel·lícula estatunidenca dirigida per Ralph Nelson, estrenada el 1963 i doblada al català.

## Argument[2]
Homer Smith és un home itinerant que fa de tot. Un dia que va pel desert de l'Arizona, troba un grup de monges alemanyes que li demana reparar la seva teulada. Accepta i ho fa. Demana cobrar però la mare superiora el fa esperar. Li proposa llavors ajudar-les a construir una capella. Al començament ell ho refusa, però finalment ho fa i porta la seva feina bé. Un cop el treball acabat, se'n va sense demanar els seus diners.

## Repartiment
- Sidney Poitier: Homer Smith
- Lilia Skala: Mare Maria
- Lisa Mann: Sor Gertrude
- Isa Crino: Sor Agnes
- Francesca Jarvis: Sor Albertine
- Pamela Branch: Sor Elizabeth
- Stanley Adams: Juan

## Premis i nominacions

### Premis
- 1963. Os de Plata a la millor interpretació masculina per Sidney Poitier
- 1964. Oscar al millor actor per Sidney Poitier (que és el primer actor negre que s'endú aquest premi).
- 1964. Globus d'Or al millor actor dramàtic per Sidney Poitier

### Nominacions
- 1963. Os d'Or
- 1964. Oscar a la millor actriu secundària per Lilia Skala
- 1964. Oscar a la millor fotografia per Ernest Haller
- 1964. Oscar a la millor pel·lícula
- 1964. Oscar al millor guió adaptat per James Poe
- 1965. BAFTA al millor actor per Sidney Poitier
- 1964. Globus d'Or a la millor pel·lícula dramàtica
- 1964. Globus d'Or a la millor actriu secundària per Lilia Skala